# Andrena lativentris
Andrena lativentris är en biart som beskrevs av Timberlake 1951. Andrena lativentris ingår i släktet sandbin, och familjen grävbin. Inga underarter finns listade i Catalogue of Life.